# 37609 LaVelle
37609 LaVelle este un asteroid din centura principală de asteroizi.

## Descriere
37609 LaVelle este un asteroid din centura principală de asteroizi. A fost descoperit pe 25 noiembrie 1992 la Observatorul Palomar de Carolyn S. Shoemaker și Eugene M. Shoemaker. Asteroidul prezintă o orbită caracterizată de o semiaxă mare de 2,56 ua, o excentricitate de 0,16 și o înclinație de 8,3° în raport cu ecliptica.